# Pauline van der Wildt
Pauline Jacoba van der Wildt (Schiedam, 29 gennaio 1944) è un'ex nuotatrice olandese.
Specializzata nello stile libero, ha vinto la medaglia di bronzo nella staffetta 4x100m sl alle olimpiadi di Tokyo 1964.

## Palmarès
- Olimpiadi
  - Tokyo 1964: bronzo nella staffetta 4x100m sl.